# Список эпизодов телесериала «Хорошая жена»
Ниже представлен список эпизодов американского телесериала «Хорошая жена».

## Обзор сезонов
| Сезон | Сезон | Эпизоды | Оригинальная дата показа | Оригинальная дата показа |
| Сезон | Сезон | Эпизоды | Премьера сезона          | Финал сезона             |
| ----- | ----- | ------- | ------------------------ | ------------------------ |
|       | 1     | 23      | 22 сентября 2009         | 25 мая 2010              |
|       | 2     | 23      | 28 сентября 2010         | 17 мая 2011              |
|       | 3     | 22      | 25 сентября 2011         | 29 апреля 2012           |
|       | 4     | 22      | 30 сентября 2012         | 28 апреля 2013           |
|       | 5     | 22      | 29 сентября 2013         | 18 мая 2014              |
|       | 6     | 22      | 21 сентября 2014         | 10 мая 2015              |
|       | 7     | 22      | 4 октября 2015           | 8 мая 2016               |

## Эпизоды

### Сезон 1 (2009—2010)
| № общий | № в сезоне | Название         | Режиссёр            | Автор сценария                                | Дата премьеры     | Зрители в США (млн) |
| --- | ---------- | ---------------- | ------------------- | --------------------------------------------- | ----------------- | ------------------- |
| 1 | 1          | «Pilot»          | Чарльз Макдугалл    | Роберт Кинг, Мишель Кинг                      | сентябрь 22, 2009 | 13.71               |
| После коррупционного скандала Питер Флоррик оказывается в тюрьме, а его жена Алисия возвращается к работе юриста, устроившись в фирму "Стерн, Локхарт и Гарднер" в качестве младшего партнёра. Её первое дело заключено в защите женщины, обвиняемой в убийстве своего бывшего супруга. Фирма Алисии успешно работала с первым жюри присяжных, которые так и не пришли к однозначному вердикту, и теперь назначено новое рассмотрение. Алисии советуют придерживаться прежней тактики, но вскоре она понимает, что ей предстоит реальная борьба.                             |            |                  |                     |                                               |                   |                     |
| 2 | 2          | «Stripped»       | Чарльз Макдугалл    | Роберт Кинг, Мишель Кинг                      | сентябрь 29, 2009 | 13.69               |
| Алисия и Уилл защищают стриптизёршу, изнасилованную на мальчишнике женихом, молодым выходцем из влиятельной чикагской семьи. На личном фронте Алисия решает, должны ли дети навещать Питера в тюрьме. Их дети находят фотографии, компрометирующие отца, но утаивают их от матери. |            |                  |                     |                                               |                   |                     |
| 3 | 3          | «Home»           | Скотт Эллис         | Ди Джонсон                                    | октябрь 6, 2009   | 13.69               |
| Алисии предстоит вернуться в свой прежнее окружение, существовавшее до скандала с Питером из-за того, что ей предстоит защита сына бывшего друга, обвиняемого в тяжком убийстве. |            |                  |                     |                                               |                   |                     |
| 4 | 4          | «Fixed»          | Дэниель Минахан     | Тодд Эллис Кесслер                            | октябрь 13, 2009  | 12.98               |
| Алисия представляет коллективный иск против фармацевтической компании. Когда Питер готовит апелляцию по своему делу, её просят дать показания в его пользу. |            |                  |                     |                                               |                   |                     |
| 5 | 5          | «Crash»          | Глория Муцио        | Тед Хамфри                                    | октябрь 20, 2009  | 13.26               |
| Алисия и Уилл представляют в суде трёх вдов железнодорожных инженеров, обвиняющих транспортную компанию в ответственности за смерть их супругов в транспортной катастрофе. У адвокатов есть 72 часа чтобы найти доказательства. Дома между Джеки и Алисией происходит конфликт, так как свекровь берёт с собой детей чтобы посетить Питера в тюрьме в день его рождения. |            |                  |                     |                                               |                   |                     |
| 6 | 6          | «Conjugal»       | Род Холкомб         | Анхела Амато Велес                            | ноябрь 3, 2009    | 12.74               |
| Алисия и Уилл работают над апелляцией приговорённого к смертной казни за убийство офицера полиции. Зная о том, что её клиент был осуждён в бытность Питера окружным прокурором, Алисия соглашается с его просьбой и приезжает к нему в тюрьму для получения данных о своём деле. |            |                  |                     |                                               |                   |                     |
| 7 | 7          | «Unorthodox»     | Джон Полсон         | Роберт Кинг и Мишель Кинг                     | ноябрь 10, 2009   | 13.35               |
| Алисия работает вторым адвокатом у симпатичного юриста магазина, который защищает ортодоксальную еврейскую пару, на которую подали в суд по делу о несчастном случае. Алисию назначили, потому что одна из ответчиц является дочерью одного из названных партнеров юридической фирмы. Жертва утверждает, что была тяжело ранена, когда споткнулась о провод возле дома пары, но Алисия считает, что инцидент может быть мошенничеством. Тем временем Уилл и Дайан Локхарт устраивают серию увольнений в фирме.                                                               |            |                  |                     |                                               |                   |                     |
| 8 | 8          | «Unprepared»     | Джим Маккей         | Корринн Бринкерхофф                           | ноябрь 17, 2009   | 12.70               |
| Готовя свидетеля к допросу по делу о поджоге университетской лаборатории, Алисия обнаруживает, что он и является реальным поджигателем. В это время Питер начинает процесс обжалования своего приговора. |            |                  |                     |                                               |                   |                     |
| 9 | 9          | «Threesome»      | Джеймс Уитмор-мл.   | Тед Хамфри                                    | ноябрь 24, 2009   | 12.53               |
| Когда старшего партнёра юридической фирмы Алисии арестовывают, её назначают представлять его интересы в суде. В деле Питера появляются серьёзные проблемы, свидетельствующие о возможной обоснованности его обвинений в коррупции. |            |                  |                     |                                               |                   |                     |
| 10 | 10         | «Lifeguard»      | Пэрис Барклай       | Том Сматс                                     | декабрь 15, 2009  | 14.17               |
| В ходе процесса Алисия выясняет, что дружащий с Уилом Гарднером судья получает откат от за оставление под стражей осуждённых несовершеннолетних. Серия основана на реальном уголовное деле в Пенсильвании. |            |                  |                     |                                               |                   |                     |
| 11 | 11         | «Infamy»         | Нельсон МакКормик   | Тодд Эллис Кесслер                            | январь 5, 2010    | 13.98               |
| Телевизионный комментатор Дюк Роско (отсылка к Нэнси Грэйс) в эфире своей программы обвиняет мать пропавшего трёхлетнего ребёнка в его убийстве, что в итоге привело к её суициду. Адвокатская фирма от имени её мужа выдвигает иск к комментатору и телеканалу. Алисия защищает в бракоразводном процессе интересы жены главного противника своего мужа - генерального прокурора округа Кук и Чикаго Гленна Чайлдса. |            |                  |                     |                                               |                   |                     |
| 12 | 12         | «Painkiller»     | Стив Шилл           | Корринн Бринкерхофф                           | январь 12, 2010   | 13.87               |
| После гибели школьного квотербека от передозировки болеутоляющих, Алисия представляет в суде прописавшего эти лекарства доктора. Алисия сообщает Питеру о том, что Гленн Чайлдс прослушивает их домашние телефоны, Джеки переживает инсульт |            |                  |                     |                                               |                   |                     |
| 13 | 13         | «Bad»            | Алекс Закржевски    | Тед Хамфри                                    | февраль 2, 2010   | 12.72               |
| В суде Алисия выступает защитником богатого и аморального клиента, обвиняемого в убийстве собственной жены. В ходе процесса у адвоката возникают серьёзные сомнения в невиновности своего подзащитного. Начинается рассмотрение обжалования приговора Питеру Флоррику. |            |                  |                     |                                               |                   |                     |
| 14 | 14         | «Hi»             | Джон Галлахер       | Роберт Кинг, Мишель Кинг, Барри Школьник      | февраль 9, 2010   | 14.75               |
| Клиентом фирмы становится Соня Ракер, мужа которой подозревают в убийстве их няни. Уилл и Алисия берутся за это дело, им помогает Кэри. Питер садится под домашний арест с электронным наблюдением с помощью браслета на ноге. |            |                  |                     |                                               |                   |                     |
| 15 | 15         | «Bang»           | Род Холкомб         | Куртни Кемп Агбо                              | март 2, 2010      | 13.29               |
| Алисия и Диана защищают охранника управляющего инвестиционным фондом, которого обвиняют в убийстве начальника из-за потери своих сбережений. Семья Флорриков приспосабливается к домашнему аресту Питера. |            |                  |                     |                                               |                   |                     |
| 16 | 16         | «Fleas»          | Розмари Родригес    | Аманда Сегел                                  | март 9, 2010      | 13.91               |
| Алисия и Уилл защищают адвоката, обвиняемого разглашении своему клиенту - наркобарону Лемонда Бишопа имени ключевого свидетеля, вскоре обнаруженного убитым. Под домашним арестом Питер o дальнейших шагах для своей реабилитации. |            |                  |                     |                                               |                   |                     |
| 17 | 17         | «Heart»          | Феликс Алькала      | Корринн Бринкерхоф                            | март 16, 2010     | 13.41               |
| Уилл Гарднер защищает будущую мать, не рождённому ребёнку которой требуется внутриутробная операция на сердце, но страховая компания отказывается оплачивать экспериментальные процедуры. Процесс имеет большое значение, так как может стать прецедентом для новых судебных исков. Питер продолжает восстанавливать свою репутацию с помощью религии, а в это время в офисе юридической фирмы между Алисией и Уиллом происходит поцелуй. |            |                  |                     |                                               |                   |                     |
| 18 | 18         | «Doubt»          | Феликс Алькала      | Карен Холл                                    | апрель 6, 2010    | 12.06               |
| Алисия и Уилл защищают студента колледжа, обвиняемого в убийстве своего соседа. В ходе процесса они должны справиться с напряжённостью с момента их ночного поцелуя. Диана идёт на свидание с баллистическим экспертом Куртом. |            |                  |                     |                                               |                   |                     |
| 19 | 19         | «Boom»           | Лесли Линка Глаттер | Тед Хамфри                                    | апрель 27, 2010   | 12.07               |
| Фирма Алисии представляет вдову редактора газеты, который погиб в ходе теракта после публикации в этом СМИ карикатуры на пророка Мухаммеда. Семья Флорриков посещает церковную службу, в ходе которой Питер встречается с потенциальным свидетелем обвинения. Дома Алисия ругается с супругом, так как верила что он находится на пути к исправлению, и уходит от него. Питер направляется за ней. |            |                  |                     |                                               |                   |                     |
| 20 | 20         | «Mock»           | Род Холкомб         | Тодд Эллис Кесслер                            | май 4, 2010       | 12.88               |
| Когда Питер переступает порог дома, его электронный браслет информирует полциию о нарушении зоны пресечения. Домовладельцу Алисии угрожает депортация из-за участия его сына в контрабанде, и она решает помочь ему. |            |                  |                     |                                               |                   |                     |
| 21 | 21         | «Unplugged»      | Кристофер Мисиано   | Карен Холл                                    | май 11, 2010      | 12.85               |
| Алисия вместе со специалистом по разводам Дэвидом Ли защищает бывшую жену рок-музыканта. Перед судом тот попал в кому, и между его бывшей и нынешней женами начинается борьба за его состояние. Политический консультант Илай Голд приходит к Алисии для разговора о возможности переизбрания Питера. В это время старшие партнёры решают, кого из двух перспективных новичков оставить в фирме - Алисию или Кэри Агоса. |            |                  |                     |                                               |                   |                     |
| 22 | 22         | «Hybristophilia» | Фредерик И. О. Туа  | Фрэнк Пирсон                                  | май 18, 2010      | 12.17               |
| Отмечая свою победу вместе с Калиндой, Алисия получает звонок от Уила с просьбой срочно прибыть к их клиенту Колину Суини. Оказавшись у него дома, она обнаруживает прикованную мертвую девушку и труп собаки, клиент говорит о самообороне. |            |                  |                     |                                               |                   |                     |
| 23 | 23         | «Running»        | Джеймс Уитмор-мл.   | Роберт Кинг, Мишель Кинг, Корринн Бринкерхофф | май 25, 2010      | 10.58               |
| Алисия защищает вдову полицейского, обвинявшего своих коллег в незаконной торговле оружием вместе с бандитами и убитого спустя два часа после своего выступления в суде. Его жена выдвигает иск против округа Кук и города Чикаго, в суде Флоррик противостоит Кэри Агос. В конце серии, когда Алисия выступает вместе с Питером перед прессой, Уилл отправляет её два сообщения: в первом он соглашается с разрывом их отношений, но во втором говорит о том, что всё ещё любит её и готов бороться за своё счастье. Последнее сообщение удаляет советник Питера Илай Голд. |            |                  |                     |                                               |                   |                     |

### Сезон 2 (2010—2011)
| № общий | № в сезоне | Название               | Режиссёр          | Автор сценария                                                          | Дата премьеры     | Зрители в США (млн) |
| --- | ---------- | ---------------------- | ----------------- | ----------------------------------------------------------------------- | ----------------- | ------------------- |
| 24 | 1          | «Taking Control»       | Феликс Алькала    | Роберт Кинг, Мишель Кинг                                                | сентябрь 28, 2010 | 12.84               |
| "Стерн, Локхарт и Гарднер" покинул старший партнёр, и основатели соглашаются принять на его место адвоката из Вашингтона Деррика Бонда. Алисия назначена советником к обвиняемому в убийстве, который настроен самостоятельно защищать себя в суде. |            |                        |                   |                                                                         |                   |                     |
| 25 | 2          | «Double Jeopardy»      | Дин Паризо        | Тед Хамфри                                                              | октябрь 5, 2010   | 12.76               |
| Алисии удаётся добиться оправдательного вердикта в адрес резервиста, обвиняемого в убийстве своей жены. Проигравший Кэри решает отомстить своей бывшей коллеге, инициировав заседание в военном суде. В борьбе с Питером Флорриком за пост прокурора Гленн Чайлдс идёт на всё, чтобы повысить собственные шансы на переизбрание.                                                                            |            |                        |                   |                                                                         |                   |                     |
| 26 | 3          | «Breaking Fast»        | Джеймс Уитмор-мл. | Корринн Бринкерхофф                                                     | октябрь 12, 2010  | 11.82               |
| "Локхарт/Гарднер" подаёт многомиллионный иск против прокуратуры округа Кук и города Чикаго, своими действиями разрушившими жизнь невиновного. С учётом противостояния Флоррика и Чайлдса на выборах, иск приобретает первостепенное значение для обеих сторон. |            |                        |                   |                                                                         |                   |                     |
| 27 | 4          | «Cleaning House»       | Розмари Родригес  | Роберт Кинг, Мишель Кинг                                                | октябрь 19, 2010  | 12.17               |
| Алисия вновь сталкивается с молодым адвокатом Нэнси Кружер, каждой из них предстоит защищать своего клиента (диджея и охранную организацию) перед иском от родственников подростков, погибших в клубе из-за давки. Несмотря на то, что юристы должны совместно действовать для защиты клиентов, Нэнси решает скинуть всю вину на клиента Алисии. В итоге Флоррик приходится бороться сразу на двух фронтах. |            |                        |                   |                                                                         |                   |                     |
| 28 | 5          | «VIP Treatment»        | Майкл Цинберг     | Роберт Кинг, Мишель Кинг                                                | октябрь 26, 2010  | 12.59               |
| Адвокат прокуратуры округа Кук Венди Скотт-Карр объявляет о своём желании баллотироваться на пост прокурора на благотворительном вечере, где присутствуют старшие партнёры и Алисия. Пока Питер и Гленн просчитывают новые риски для своих кандидатур, Алисию вызывают в офис, где её ждёт девушка, обвиняющая обладателя Нобелевской премии в сексуальных домогательствах.                                 |            |                        |                   |                                                                         |                   |                     |
| 29 | 6          | «Poisoned Pill»        | Питер О'Фаллон    | Кит Айснер                                                              | ноябрь 9, 2010    | 12.33               |
| Алисия выступает на стороне клиента, обвиняющего фармацевтическую компанию в том, что их лекарства привели к самоубийству его матери. Противоположной сторону представляет адвокат из Нью-Йорка Луис Каннинг, использующий свою невропатологическую болезнь как элемент защиты. |            |                        |                   |                                                                         |                   |                     |
| 30 | 7          | «Bad Girls»            | Джим Маккей       | Кортни Кемп Эгбо                                                        | ноябрь 16, 2010   | 11.74               |
| Алисия защищает молодёжную звезду, которая будучи нетрезвой врезалась в столб и теперь обвиняется в покушении на убийство. |            |                        |                   |                                                                         |                   |                     |
| 31 | 8          | «On Tap»               | Роксанн Доусон    | Леонард Дик                                                             | ноябрь 23, 2010   | 10.03               |
| В ходе ознакомления с прослушкой своего клиента, Алисия обнаруживает, что эти записи напрямую касаются её саму и Питера. |            |                        |                   |                                                                         |                   |                     |
| 32 | 9          | «Nine Hours»           | Джули Эбер        | Мередит Аверилл                                                         | декабрь 14, 2010  | 11.84               |
| "Локхарт/Гарднер" вынуждены в течение девяти часов найти доказательства невиновности своего клиента, приговорённого к смертной казни. |            |                        |                   |                                                                         |                   |                     |
| 33 | 10         | «Breaking Up»          | Феликс Алькала    | Роберт Кинг, Мишель Кинг                                                | январь 11, 2011   | 12.29               |
| Сын клиента Алисии обвиняется в убийстве, и она пытается настроить его против подруги, обвиняемой в том же преступлении. Тем временем Диана просит у Алисии совет насчёт разделения фирмы. |            |                        |                   |                                                                         |                   |                     |
| 34 | 11         | «Two Courts»           | Том Дичилло       | Тед Хамфри                                                              | январь 18, 2011   | 11.43               |
| Уилл Гарднер защищает человека, обвиняемого в убийстве родного отца, но с рассматривающим дело судьёй у адвоката недавно произошёл конфликт, и Уилл сомневается в его непредвзятости. |            |                        |                   |                                                                         |                   |                     |
| 35 | 12         | «Silly Season»         | Розмари Родригес  | Корринн Бринкерхофф                                                     | февраль 1, 2011   | 12.14               |
| Предвыборная кампания в самом разгаре, и Венди Скотт-Карр угрожает опубликовать переписку сына Флорриков Зака, просившего бывшую девушку совершить аборт. Алисия защищает арестанта, обвиняемого в убийстве своего сокамерника. |            |                        |                   |                                                                         |                   |                     |
| 36 | 13         | «Real Deal»            | Майкл Цинберг     | Сценарий телесерии: Роберт Кинг, Мишель Кинг Сюжет: Кит Айснер          | февраль 8, 2011   | 11.86               |
| Фирма пытается составить коллективный иск от жителей округи против соседнего производства, чьи токсичные выбросы в воду привели к бесплодию. Однако на их пути встаёт Луис Каннинг, планирующий обратиться в суд с собственным коллективным иском, что выливается в борьбу за подписи. |            |                        |                   |                                                                         |                   |                     |
| 37 | 14         | «Net Worth»            | Брук Кеннеди      | Сценарий телесерии: Роберт Кинг, Мишель Кинг Сюжет: Мередит Аверилл     | февраль 15, 2011  | 11.43               |
| "Локхарт/Гарднер" выступает от имени интернет миллиардера, недовольного своим негативным изображением в кинофильме. Алисия говорит с Уилом о его сообщениях. |            |                        |                   |                                                                         |                   |                     |
| 38 | 15         | «Silver Bullet»        | Джим Маккей       | Сюжет телесерии: Роберт Кинг, Мишель Кинг Сюжет: Стив Лихтман           | февраль 22, 2011  | 11.86               |
| Диана защищает в суде эксперта-баллистика Курта, из-за показаний которого был осуждён невиновный. Илай имеет конфликт личных и профессиональных интересов, когда встречается с нелегальной мигранткой Натали Флоррес, оказавшейся няней детей Венди Скотт-Карр. |            |                        |                   |                                                                         |                   |                     |
| 39 | 16         | «Great Firewall»       | Нельсон МакКормик | Сценарий телесерии: Роберт Кинг, Мишель Кинг Сюжет: Леонард Дик         | март 1, 2011      | 11.38               |
| Фирма подаёт в суд на социальную сеть от имени китайского диссидента, который в своём анонимном блоге опубликовал сведения о демократии в Китае. Власти узнали у представителей соцсети его IP-адрес, и он был заключён в тюрьму, где подвёргся пыткам. Уилл и Диана решает избавиться от участия Деррика Бонда в своей фирме.                                                                              |            |                        |                   |                                                                         |                   |                     |
| 40 | 17         | «Ham Sandwich»         | Гриффин Данн      | Кит Айснер                                                              | март 22, 2011     | 11.70               |
| "Локхарт/Гарднер" представляет интересы наркобарона Лемонда Бишопа в ходе бракоразводного процесса. Илай пытается добиться голосов белого электората для Питера. Калинда вынуждена выступить перед большим жюри, чтобы доказать свою невиновность. |            |                        |                   |                                                                         |                   |                     |
| 41 | 18         | «Killer Song»          | Джеймс Уитмор-мл. | Карен Холл                                                              | март 29, 2011     | 10.16               |
| Алисия представляет в суде женщину, не желающую, чтобы осуждённый убийца её матери смог заработать на собственной песне, описывающей это убийство. Илай помогает бывшей няни Венди Скотт-Карр и её отцу избежать депортации. Калинда всеми силами стремится скрыть свою тайну, связанную с Алисией. |            |                        |                   |                                                                         |                   |                     |
| 42 | 19         | «Wrongful Termination» | Фил Абрахам       | Тед Хамфри                                                              | апрель 5, 2011    | 10.82               |
| Фирма представляет интересы вдовы, чей муж покончил с собой из-за плохих условий труда в интернет-компании, которую защищает Луис Каннинг. Тем временем Кэри Агос узнаёт секрет Калинды. |            |                        |                   |                                                                         |                   |                     |
| 43 | 20         | «Foreign Affairs»      | Фред Туа          | Сценарий телесерии: Роберт Кинг, Мишель Кинг Сюжет: Мередит Аверилл     | апрель 12, 2011   | 11.05               |
| "Локхарт/Гарднер" защищает интересы подрядчика, поставлявшего американской нефтяной кампании буровые установки для установки в Венесуэле, правительство которой полностью национализировало эту отрасль. Оглашаются результаты выборов прокурора, в которых побеждает Питер. Калинда признаётся Алисии в том, что переспала с её мужем когда он был прокурором округа.                                      |            |                        |                   |                                                                         |                   |                     |
| 44 | 21         | «In Sickness»          | Феликс Алькала    | Сценарий телесерии: Роберт Кинг, Мишель Кинг Сюжет: Steve Lichtman      | май 3, 2011       | 12.38               |
| "Локхарт/Гарднер" представляет пациента, нуждающегося в срочной пересадке печени и исключённого из списка тех, кто ожидает трансплантацию. |            |                        |                   |                                                                         |                   |                     |
| 45 | 22         | «Getting Off»          | Роксанн Доусон    | Леонард Дик                                                             | май 10, 2011      | 11.73               |
| Фирма защищает владелицу сайта знакомств для взрослых от вдовы, чей муж был убит кем-то, кого он встретил на этом сайте. |            |                        |                   |                                                                         |                   |                     |
| 46 | 23         | «Closing Arguments»    | Роберт Кинг       | Сценарий телесерии: Роберт Кинг, Мишель Кинг Сюжет: Корринн Бринкерхофф | май 17, 2011      | 12.58               |
| Алисия и Калинда должны доказать невиновность своего клиента, обвиняемого в убийстве судьи, оправдавшего врача, который в ходе операции убил 9-летнего сына обвиняемого. После победы, Алисия и Уилл вместе отмечают её и снимают на ночь гостиничный номер. |            |                        |                   |                                                                         |                   |                     |

### Сезон 3 (2011—2012)
| № общий | № в сезоне | Название                  | Режиссёр          | Автор сценария                                                               | Дата премьеры     | Зрители в США (млн) |
| --- | ---------- | ------------------------- | ----------------- | ---------------------------------------------------------------------------- | ----------------- | ------------------- |
| 47 | 1          | «A New Day»               | Брук Кеннеди      | Сценарий телесерии: Роберт Кинг, Мишель Кинг Сюжет: Мередит Аверилл          | сентябрь 25, 2011 | 10.66               |
| "Локхарт/Гарднер" сталкивается с серьёзными финансовыми трудностями, которые его сотрудники ощущают на себе. Алисия защищает студента-мусульманина, обвиняемого в убийстве еврейского сокурсника. |            |                           |                   |                                                                              |                   |                     |
| 48 | 2          | «The Death Zone»          | Джим Маккей       | Сценарий телесерии: Роберт Кинг, Мишель Кинг Сюжет: Леонард Дик              | октябрь 2, 2011   | 11.08               |
| Выиграв в американском суде дело об обвинениях в клевете от британского бизнесмена, Алисии придётся снова заняться этим делом. Но уже в формате английского права, так как истец подал иск в британский суд. |            |                           |                   |                                                                              |                   |                     |
| 49 | 3          | «Get a Room»              | Дэвид Платт       | Сценарий телесерии: Роберт Кинг, Мишель Кинг Сюжет: Джулия Вольф             | октябрь 9, 2011   | 10.28               |
| Алисия и Уилл участвуют в деле о медицинском оборудовании, в котором им противостоит бывшая девушка Гарднера. Диана и Илай решают, каким средствами лучше всего сгладить пиар-катастрофу с их клиентом - молочной компанией. |            |                           |                   |                                                                              |                   |                     |
| 50 | 4          | «Feeding the Rat»         | Фред Туа          | Кит Айснер                                                                   | октябрь 16, 2011  | 10.33               |
| Алисия на безвозмездной основе работает над делом, в котором свидетель быстро становится главным подозреваемым. Дела в "Локхарт/Гарднер" принимают плохой оборот, и Диана решает вопрос о своём будущем и своей фирмы. |            |                           |                   |                                                                              |                   |                     |
| 51 | 5          | «Marthas and Caitlins»    | Феликс Алькала    | Тед Хамфри                                                                   | октябрь 23, 2011  | 9.77                |
| Когда главный свидетель по делу Алисии кончает жизнь самоубийством, она вынуждена обратиться к отбывающему в тюрьме свой срок Колину Суини. Тем временем, у Илая возникают большие планы на Питера. |            |                           |                   |                                                                              |                   |                     |
| 52 | 6          | «Affairs of State»        | Дин Паризо        | Корринн Бринкерхофф                                                          | октябрь 30, 2011  | 10.60               |
| Алисия вместе с новым юристом Кейтлин (племянницей Дэвида Ли) берутся за дело, в котором двум подросткам предъявлено обвинение в убийстве девушки в ходе вечеринки. Один из них обладает дипломатическим иммунитетом как сын дипломата, но другой становится объектом уголовного преследования из-за технических проблем в рамках политики единого Китая. К Илаю обращается его бывшая жена с просьбой помочь с организацией кампании по её выдвижению в Сенат США. |            |                           |                   |                                                                              |                   |                     |
| 53 | 7          | «Executive Order 13224»   | Брук Кеннеди      | Леонард Дик                                                                  | ноябрь 6, 2011    | 9.07                |
| Казначейство США требует от Алисии отчёта по её последнему клиенту, но адвоката волнует вопрос нарушения конфиденциальности и адвокатской тайны. Диана защищает работавшего на военного подрядчика в Афганистане переводчика, обвинившего федеральное правительство в незаконном аресте и применении пыток. Им противостоит помощник федерального прокурора Гленн Чайлдс.                                                                                           |            |                           |                   |                                                                              |                   |                     |
| 54 | 8          | «Death Row Tip»           | Джошуа Марстон    | Сценарий телесерии: Роберт Кинг, Мишель Кинг Сюжет: Мэттью Монтойя           | ноябрь 13, 2011   | 10.24               |
| Алисия сталкивается с дилеммой, когда ей требуется приостановить исполнение смертного приговора в отношении человека, невиновность которого вызывает у неё серьёзные сомнения. Тем временем Илаю придётся защищать политика, сделавшего провокационную фотографию на фоне статуи Санты-Клауса. |            |                           |                   |                                                                              |                   |                     |
| 55 | 9          | «Whiskey Tango Foxtrot»   | Розмари Родригес  | Роберт Кинг, Мишель Кинг, Мередит Аверилл                                    | ноябрь 20, 2011   | 9.79                |
| Алисии вновь предстоит выступит в военном суде. В это время напряжённость в "Локхарт/Гарднер" достигает предела, что вынуждает Диану проработать стратегию защиту фирмы. |            |                           |                   |                                                                              |                   |                     |
| 56 | 10         | «Parenting Made Easy»     | Розмари Родригес  | Сценарий телесерии: Роберт Кинг, Мишель Кинг Сюжет: Кортни Кемп Эгбо         | декабрь 4, 2011   | 9.94                |
| Алисия Флоррик вместе с Кейтлин выступает в арбитражном суде на стороне преподавательницы, считающей своё увольнение политически мотивированным. Им противостоит Луис Каннинг и Марта Рид, которая в прошлом не смогла устроиться в "Локхарт/Гарднер" из-за непотизма. Но в ходе слушаний инцидент с дочерью Алисии Грэйс на время объединяет враждующие стороны.                                                                                                   |            |                           |                   |                                                                              |                   |                     |
| 57 | 11         | «What Went Wrong»         | Джеймс Уитмор-мл. | Сценарий телесерии: Роберт Кинг, Мишель Кинг Сюжет: Кит Айснер               | декабрь 11, 2011  | 11.56               |
| Алисия и Уилл, успешно работавшие в ходе всего процесса огорошены жестким вердиктом присяжных, и решают узнать, что же повлияло на их волеизъявление. Венди Скотт-Карр сообщает Уиллу о расследовании касательно обвинений "Локхарт/Гарднер" в подкупе судей. |            |                           |                   |                                                                              |                   |                     |
| 58 | 12         | «Alienation of Affection» | Майкл Цинберг     | Корринн Бринкерхофф                                                          | январь 8, 2012    | 11.65               |
| Будущее фирмы висит на волоске после того, как пара, которой юристы помогали с оформлением бракоразводного процесса обвиняет их в поощрении развода для получения финансовой выгоды. |            |                           |                   |                                                                              |                   |                     |
| 59 | 13         | «Bitcoin for Dummies»     | Фред Туа          | Сценарий телесерии: Роберт Кинг, Мишель Кинг Сюжет: Кортни Кемп Эгбо         | январь 15, 2012   | 9.45                |
| Алисия защищает юриста, отказывающегося разгласить имя своего клиента, считающегося создателем цифровой валюты. |            |                           |                   |                                                                              |                   |                     |
| 60 | 14         | «Another Ham Sandwich»    | Фред Туа          | Леонард Дик                                                                  | январь 29, 2012   | 11.08               |
| Венди Скотт-Карр даёт показания против Уилла Гарднера в надежде отправить его в тюрьму. |            |                           |                   |                                                                              |                   |                     |
| 61 | 15         | «Live from Damascus»      | Брук Кеннеди      | Сценарий телесерии: Роберт Кинг, Мишель Кинг, Леонард Дик Сюжет: Тед Хамфри  | февраль 19, 2012  | 9.73                |
| "Локхарт/Гарднер" подают иск против разработчика программного обеспечения, незаконно поставляющего продукцию властям Сирии, раздираемой гражданской войной. Ассоциация адвокатов выносит полугодовой запрет Уиллу на участие в судебных процессах. |            |                           |                   |                                                                              |                   |                     |
| 62 | 16         | «After the Fall»          | Джеймс Уитмор-мл. | Мередит Аверилл                                                              | март 4, 2012      | 9.83                |
| В фирме идёт борьба за место Уилла, находящегося в принудительном отпуске. Алисия и Кейтлин защищают режиссёра документального фильма о самоубийцах от обвинений в поощрении суицида, которые представляет Нэнси Кружер. |            |                           |                   |                                                                              |                   |                     |
| 63 | 17         | «Long Way Home»           | Нельсон МакКормик | Кит Айснер                                                                   | март 11, 2012     | 9.88                |
| Алисия должна помочь Клину Суини, сексуальная распущенность которого может помешать ему вернуть контроль над собственной компанией. Кэри Агос сталкивается с моральной дилеммой, которую перед ним ставит новая политика Питера Флоррика. |            |                           |                   |                                                                              |                   |                     |
| 64 | 18         | «Gloves Come Off»         | Майкл Цинберг     | Сценарий телесерии: Леонард Дик Сюжет: Мэттью Монтойя                        | март 18, 2012     | 9.58                |
| Алисия в суде снова сталкивается с Луисом Каннингом, обвиняя производителя снегоходов в том, что их товар стал причиной гибели человека. |            |                           |                   |                                                                              |                   |                     |
| 65 | 19         | «Blue Ribbon Panel»       | Розмари Родригес  | Сценарий телесерии: Роберт Кинг, Мишель Кинг Сюжет: Кортни Кемп Эгбо         | март 25, 2012     | 9.77                |
| Алисия попадает в состав комиссии "с голубой лентой", куда входят специально отобранные присяжные заседатели для рассмотрения особо важного и сложного судебного дела. Адвокат начинает слишком активно интересоваться его подробностями, к большому неудовольствию председателя комиссии - Майка Кристивы. Тем временем Калинда обнаруживает повышенное внимание со стороны службы внутренних доходов.                                                             |            |                           |                   |                                                                              |                   |                     |
| 66 | 20         | «Pants on Fire»           | Роксанн Доусон    | Тед Хамфри                                                                   | апрель 15, 2012   | 10.16               |
| Алисия решает вопрос о том, принимать ли её подзащитной жёсткие условия сделки с правосудием. Майк Кристива объявляет о своём выдвижении на пост губернатора Иллинойса от республиканской партии, и использует конфликт с Алисией для получения политических очков в борьбе с ей мужем. |            |                           |                   |                                                                              |                   |                     |
| 67 | 21         | «The Penalty Box»         | Майкл Цинберг     | Сценарий телесерии: Роберт Кинг, Мишель Кинг, Тэд Хамфри Сюжет: Джулия Вольф | апрель 22, 2012   | 10.42               |
| Алисия защищает судью, обвиняемого в неправомерных обвинениях 20 лет назад в бытность прокурором. Кэри размышляет о своей дальнейшей карьере в стенах прокуратуры. |            |                           |                   |                                                                              |                   |                     |
| 68 | 22         | «The Dream Team»          | Роберт Кинг       | Корринн Бринкерхофф, Мередит Аверилл                                         | апрель 29, 2012   | 9.97                |
| Адвокаты Патти Нихолм и Луис Каннинг, с которыми фирма Алисии не единожды сталкивалась при подаче коллективных исков к страховой и фармацевтической кампаниям, подают многомиллионный иск от лица своих клиентов с целью обанкротить "Локхарт/Гарднер". |            |                           |                   |                                                                              |                   |                     |

### Сезон 4 (2012—2013)
| № общий | № в сезоне | Название                     | Режиссёр          | Автор сценария                                                       | Дата премьеры     | Зрители в США (млн) |
| --- | ---------- | ---------------------------- | ----------------- | -------------------------------------------------------------------- | ----------------- | ------------------- |
| 69 | 1          | «I Fought the Law»           | Майкл Цинберг     | Роберт Кинг, Мишель Кинг                                             | сентябрь 30, 2012 | 9.93                |
| Зака Флоррика задерживает полицейский, что приводит предвыборную кампанию к фокусировке на семейных ценностях, журналисты интересуются состоянием брака Алисии и Питера. Уил возвращается к руководству фирме, которая заключает сделку с владельцами её долгов. |            |                              |                   |                                                                      |                   |                     |
| 70 | 2          | «And the Law Won»            | Розмари Родригес  | Тед Хамфри                                                           | октябрь 7, 2012   | 8.95                |
| "Локхарт/Гарднер" отправляет Алисию договориться об аренде с новым арендодателем - Мэдди Хэйворд, но достичь соглашения не удаётся. Первое дело Уилла после его отказа от мирового соглашения принимает более серьёзный оборот из-за активного участия в деле присяжных. |            |                              |                   |                                                                      |                   |                     |
| 71 | 3          | «Two Girls, One Code»        | Брук Кеннеди      | Роберт Кинг, Мишель Кинг                                             | октябрь 14, 2012  | 9.12                |
| "Локхарт/Гарднер" представляет двух стартаперов, обвиняющих интернет-гигант Чам Хам в том, что после их отказа покупать рекламу у его поисковика, их сайт исчез с первых страниц поисковых запросов, и они разорились. Им противостоят глава компании Нил Гросс и адвокат Виола Уолш. В офисе адвокатской фирмы происходит конфликт между Дианой и Кларком Хейденом, назначенным судом поверенным, в обязанности которого стоит отслеживание деятельности руководства фирмы и ускорение процесса выплаты её долгов кредиторам.                                           |            |                              |                   |                                                                      |                   |                     |
| 72 | 4          | «Don't Haze Me, Bro»         | Майкл Цинберг     | Кит Айснер                                                           | октябрь 21, 2012  | 10.02               |
| Фирма подаёт иск против университита, чей студент погиб в ходе экстремального обряда студенческого братства. Мать Питера Джеки пытается повысить свою роль в его предвыборной кампании, в то время как Илай и Алисия делают всё возможное дабы замять потенциальный секс-скандал с его участием. |            |                              |                   |                                                                      |                   |                     |
| 73 | 5          | «Waiting for the Knock»      | Фред Туа          | Леонард Дик                                                          | октябрь 28, 2012  | 9.51                |
| Пока "Локхарт/Гарднер" оказывает юридическую помощь Лемонду Бишопу после ареста его бухгалтера, перед Алисией стоит задача подготовить его сына к возможному аресту отца. Илай, избежавший публикацию скандальной статьи о Питере, теперь борется с владельцем политического блога, угрожающего опубликовать её. Калинда с помощью мужа узнаёт новую информацию о своей подруге - агенте ФБР Делэйни. |            |                              |                   |                                                                      |                   |                     |
| 74 | 6          | «The Art of War»             | Джош Чарльз       | Роберт Кинг, Мишель Кинг, Тэд Хамфри                                 | ноябрь 4, 2012    | 9.93                |
| Военный судья просит Алисию представлять в гражданском суде военного адвоката Лауру Хеллингер, подавшую иск против пытавшегося её изнасиловать гражданского сотрудника. Питер нанимает для своей матери сиделку. Мэдди Хейворд объявляет об участии в губернаторских выборах. Тем временем Хейден начинает применять в своёй управленческой работе методы Стивена Джобса. |            |                              |                   |                                                                      |                   |                     |
| 75 | 7          | «Anatomy of a Joke»          | Джеймс Уитмор-мл. | Крейг Терк, Роберт Кинг, Мишель Кинг                                 | ноябрь 11, 2012   | 9.02                |
| "Локхарт/Гарднер" защищает комика Терезу Додд, оголившую грудь в прямом эфире национальной телевизионной сети. Теперь ей предстоит извиниться перед представителями агентства по связи, дабы телеканал избежал выплаты штрафа. Питер по совету жены нанимает в прокуратуру Лауру Хеллингер. Тем временем поверенному практически удаётся продать фирму "Локхарт/Гарднер", и лишь совместные действия Дианы, Уилла и Дэвида Ли позволяет сохранить её. |            |                              |                   |                                                                      |                   |                     |
| 76 | 8          | «Here Comes the Judge»       | Розмари Родригес  | Мередит Аверилл                                                      | ноябрь 18, 2012   | 9.94                |
| Уилл Гарднер защищает клиента, обвиняемую в убийстве супруга. Победа позволит фирме расплатиться с долгами и избавиться от надзора Хэйдена, на удачу обвинение представляет Лаура, для которой это первое дело в уголовном судопроизводстве. Илай пытается подключить детей четы Флоррик в предвыборную гонку. |            |                              |                   |                                                                      |                   |                     |
| 77 | 9          | «A Defense of Marriage»      | Брук Кеннеди      | Сценарий телесерии: Роберт Кинг, Мишель Кинг Сюжет: Мэттью Монтойя   | ноябрь 25, 2012   | 9.45                |
| Алисия и Диана представляют гомосексуального финансового директора компании, занимающуюся возвратом налогов в онлайн-режиме, чьи разговоры с супругом обвинение квалифицирует как обман правительства. Именитый адвокат предлагает им свою помощь, но затем прекращает активную защиту для того, чтобы с апелляцией по будущему приговору добраться до Верховного суда и использовать уже там закон о защите брака. Мать Алисии Вероника обращается к дочерью за помощью, так как её покойный супруг исключил её из списка наследников, поверив словам сына о её измене. |            |                              |                   |                                                                      |                   |                     |
| 78 | 10         | «Battle of the Proxies»      | Гриффин Данн      | Тед Хамфри                                                           | декабрь 2, 2012   | 9.70                |
| Алисия и Уилл защищают человека, обвиняемого в убийстве женщины на музыкальном фестивале, а в это время в соседней Минуке по этому делу судят совершенно другого человека. Алисия начинает оказывать помощь местному обвинителю, в то время как представитель чикагской прокуратуры - защите. Илай находится под наблюдением департамента юстиции из-за обвинений в получении взяток для предвыборной кампании своей жены. "Локхарт/Гарднер" прекращает отношения с супругом Калинды Ником, использующим технику своей фирмы для контрабанды наркотиков.                 |            |                              |                   |                                                                      |                   |                     |
| 79 | 11         | «Boom De Yah Da»             | Феликс Алькала    | Нишель Трэмбл Спеллман                                               | январь 6, 2013    | 9.96                |
| Уилл и Диана вынуждены прибегнуть к медиации в споре с Кларком Хэйденом, который разочаровавшись их сопротивлением его методам просит лишить их руководящих постов. Алисия выступает в суде от имени детей, которые заразились от укусов москитов, возникших в застойной воде бассейнов принадлежащих инвестиционному банку домов, позицию которого защищает Каннинг. Илай обнаруживает. что дело против него находится под контролем у Венди Скотт-Карр. |            |                              |                   |                                                                      |                   |                     |
| 80 | 12         | «Je Ne Sais What?»           | Мэтт Шекман       | Жаклин Хойт                                                          | январь 13, 2013   | 10.04               |
| Алисии, Уиллу и Диане в ходе защиты спортсмена от обвинений в допинге приходится обратиться за помощью к Тассиони, имеющей опыт работы в (спортивном арбитражном суде). Илай и его новый помощник Джордан имеют разногласия по вопросу дальнейшего развития предвыборной кампании. Питер произносит речь на съезде организации в защиту сексуальных меньшинств, в ходе которой его освистывают. |            |                              |                   |                                                                      |                   |                     |
| 81 | 13         | «The Seven Day Rule»         | Майкл Цинберг     | Кит Айснер                                                           | январь 27, 2013   | 9.35                |
| "Локхарт/Гарднер" вынуждена бороться с выкупившим их оставшиеся долги на 30 000 000 долларов Луисом Каннингом, который используя Хэйдена планирует как можно быстрее обанкротить своих прямых конкурентов. Алисии предлагают партнёрство в фирме, для чего она должна внести 600 000 долларов как свой вклад в уставной капитал, но учитывая финансовые проблемы Алисия сомневается в искренности предложения. Невеста Нила Гросса нанимает Дэвида Ли для составления будущего брачного контракта с миллиардером.                                                        |            |                              |                   |                                                                      |                   |                     |
| 82 | 14         | «Red Team, Blue Team»        | Джим Маккей       | Роберт Кинг, Мишель Кинг                                             | февраль 17, 2013  | 8.35                |
| Расплатившись с долгом, фирма решает перенести на год получение статуса партнёра Алисией, Кэри и другими уже уплатившими взносы адвокатами. Противоречия усиливаются в ходе инсценированного судебного процесса, где Алисия и Кэри противостоит Диане и Уиллу. Адвокат Илая Элсбет Тассиони борется с действиями департамента юстиции, в то время как её клиент пытается упрочить влияние в штабе Питера Флоррика. |            |                              |                   |                                                                      |                   |                     |
| 83 | 15         | «Going for the Gold»         | Розмари Родригес  | Леонард Дик                                                          | март 3, 2013      | 8.99                |
| Питер готовится к своим первым предвыборным дебатам с Мэдди Хэйворд, где ему поможет Диана. Тем временем её фирма планирует участвовать в тендере генеральной прокуратуры, чтобы представлять ведомство в гражданских делах. В то время как Илай пытается восстановить свою репутацию, глава Демократического комитета Фрэнк Ландау обвиняет его в покупке голосов для компании Питера. Алисия добивается статуса партнёра, и теперь её предстоит выстроить новые отношения с бывшими коллегами.                                                                         |            |                              |                   |                                                                      |                   |                     |
| 84 | 16         | «Runnin' with the Devil»     | Кристофер Мисиано | Мередит Аверилл                                                      | март 10, 2013     | 9.21                |
| Лемонда Бишопа обвиняют в убийстве секретного осведомителя, в ходе процесса он требует от Алисии сотрудничать с его личным адвокатом. "Локхарт/Гарднер" рассматривает варианты инвестиций свободных средств, одним из которых является принятие на работу второго следователя. |            |                              |                   |                                                                      |                   |                     |
| 85 | 17         | «Invitation to an Inquest»   | Кевин Хукс        | Сценарий телесерии: Джулия Вольф, Мэттью Монтойя Сюжет: Джулия Вольф | март 17, 2013     | 9.08                |
| Алисия и Уилл выступают в коронерском суде, где им предстоит защитить интересы вдовы погибшего в автокатастрофе судьи Верховного суда Иллинойса. Питер побеждает демократические праймериз, одолев Хэйворд. |            |                              |                   |                                                                      |                   |                     |
| 86 | 18         | «Death of a Client»          | Роберт Кинг       | Роберт Кинг, Мишель Кинг                                             | март 24, 2013     | 9.59                |
| Во время званного ужина "Чикагского Трилистника", Алисию вызывают в полицию чтобы помочь в расследовании гибели её клиента. Там на неё оказывают давление с целью разглашения конфиденциальной информации её отношений с покойным. Питер предлагает Диане занять место в Верховном суде Иллинойса в случае своей победы в губернаторской гонке. Присутствующий на мероприятии Майк Кристива использует отлучку Алисии в своих целях. |            |                              |                   |                                                                      |                   |                     |
| 87 | 19         | «The Wheels of Justice»      | Фред Туа          | Жаклин Хойт                                                          | март 31, 2013     | 8.59                |
| Алисия вновь представляет интересы Колина Суини, который может оказаться в пожизненном заключении если верховный суд опубликует своё решение раньше приговора суда. |            |                              |                   |                                                                      |                   |                     |
| 88 | 20         | «Rape: A Modern Perspective» | Брук Кеннеди      | Дж. Ч. Нолан                                                         | апрель 14, 2013   | 10.14               |
| Алисия и Уилл представляют женщину, обвиняющую в изнасиловании студента Принстона. Однако вскоре в дело вмешивается хакерская группа Anonymous. что сильно влияет на ход процесса. Диана, просившая Калинду найти на себя компромат в случае возможного выдвижения в судьи, придётся решить несколько деловых и личных вопросов. Кэри, заручившись поддержкой нового следователя Робин, признаётся Алисии в планах открыть собственную юридическую фирму, и приглашает её к себе.                                                                                        |            |                              |                   |                                                                      |                   |                     |
| 89 | 21         | «A More Perfect Union»       | Майкл Цинберг     | Крейг Терк                                                           | апрель 21, 2013   | 9.02                |
| По просьбе матери, Алисия защищает интересы 20 сотрудников производителя программного обеспечения, которые чтобы избежать массового сокращения стремятся создать профсоюз, в суде им противостоит Нэнси Кружер. Кэри пытается уговорить Калинду. покинуть фирму вместе с ним. |            |                              |                   |                                                                      |                   |                     |
| 90 | 22         | «What's in the Box?»         | Роберт Кинг       | Роберт Кинг, Мишель Кинг                                             | апрель 28, 2013   | 9.13                |
| В ходе голосования на губернаторских выборов Зак обнаруживает возможный массовый вброс бюллетеней, и Алисия представляет его на созванном в этот же вечер судебном заседании. Однако решение судьи может ударить и по самому Питеру. Алисия решает уйти вместе с Кэри в новую фирму, Робин присоединяется к ним после отказа Калинды. |            |                              |                   |                                                                      |                   |                     |

### Сезон 5 (2013—2014)
| № общий | № в сезоне | Название                         | Режиссёр          | Автор сценария                   | Дата премьеры     | Зрители в США (млн) |
| --- | ---------- | -------------------------------- | ----------------- | -------------------------------- | ----------------- | ------------------- |
| 91 | 1          | «Everything is Ending»           | Роберт Кинг       | Роберт Кинг, Мишель Кинг         | сентябрь 29, 2013 | 9.15                |
| Решившись создать собственную фирму, Алисия и Кэри планируют покинуть "Локхарт и Гарднер" только через две недели, рассчитывая вместе с будущими коллегами получить премии за четырёхлетнее партнёрство. Но другие партнёры во главе с Дэвидом Ли начинают следить за телефонными переговорами заговорщиков. Диана и Уилл совместно с Алисией пытаются доказать невиновность человека, до приведения смертного приговора которому осталось 48 часов. Новый губернатор Иллинойса Питер Флоррик назначает Илая Голда начальником своей администрации. |            |                                  |                   |                                  |                   |                     |
| 92 | 2          | «The Bit Bucket»                 | Майкл Цинберг     | Роберт Кинг, Тэд Хамфри          | октябрь 6, 2013   | 9.23                |
| Нил Гросс использует "Локхарт и Гарднер" для борьбы с Агентство национальной безопасности. Сотрудники ведомства при прослушке телефонных переговоров фирмы с помощью программы PRISM выясняют, что один из их бывших клиентов может иметь отношение к терроризму. Диана, рассчитывая на обещанное Питером место в суде, решает изучить некоторые прошлые действия Уилла Гарднера. |            |                                  |                   |                                  |                   |                     |
| 93 | 3          | «A Precious Commodity»           | Брук Кеннеди      | Кит Айснер                       | октябрь 13, 2013  | 8.46                |
| Диана в своём интервью сообщет журналисту о прошлогоднем скандале с Уиллом Гарднером, из-за которого тому было запрещено полгода заниматься адвокатской практикой. Партнёры вместе с Уиллом готовятся заставить Диану отказаться от своей доли в фирме. Алисия защищает в суде суррогатную мать, чей ребёнок страдает от редкого и тяжёлого хромосомного заболевания, из-за чего генетические родители хотят расторгнуть договор. Уилл предлагает Алисии заменить Диану в качестве управляющего партнёра. |            |                                  |                   |                                  |                   |                     |
| 94 | 4          | «Outside the Bubble»             | Феликс Алькала    | Роберт Кинг, Мишель Кинг         | октябрь 20, 2013  | 8.99                |
| Диана готовиться покинуть свою фирму для ухода на пост судьи, а также планирует выйти замуж за друга и эксперта-баллистика Курта Мак-Вея. Тем временем помощник юриста обвиняет "Локхарт и Гарднер" в создании враждебных условий труда, также обвиняя ряд партнёров в сексуальных домогательств, фирму будет защищать Элсбет Тассиони. Диана начинает подозревать Алисию Флоррик после того, как застаёт её скачивающей файл, посвящённый её клиенту. |            |                                  |                   |                                  |                   |                     |
| 95 | 5          | «Hitting the Fan»                | Джеймс Уитмор-мл. | Роберт Кинг, Мишель Кинг         | октябрь 27, 2013  | 9.35                |
| Диана узнаёт о планах Флоррик и Агоса покинуть их фирму и основать собственную, о чём сообщает Уиллу, негативно воспринявшему это. Алисия вместе с другими одногодками начинает охоту за клиентами своего работодателя, который немедленно пытается закрыть им доступ к своему крупнейшему клиенту- интернет гиганту Чам Хам, что приводит адвокатов в суд. Узнав о решении своей супруги, Питер применяет административный ресурс для получения её фирмой этого клиента, а также отказывается поддержать кандидатуру Дианы в Верховный суд Иллинойса. |            |                                  |                   |                                  |                   |                     |
| 96 | 6          | «The Next Day»                   | Майкл Цинберг     | Леонард Дик                      | ноябрь 3, 2013    | 10.22               |
| Алисия и Кэри получают последнее дело Дианы, которая тянет время с передачей им документов. Уилл решается расширить бизнес "Локхарт/Гарднер", попутно препятствуя фирме Алисии получить доступ к новым офисам. Тем временем, исполнительный директор комиссии по этике штата Иллинойс Мэрилин Гарбанза ищет совета Алисии. Потеряв возможность стать судьёй, Диана возвращается в фирму. |            |                                  |                   |                                  |                   |                     |
| 97 | 7          | «The Next Week»                  | Фред Туа          | Крейг Терк                       | ноябрь 10, 2013   | 10.26               |
| Бывший поверенный "Локхарт/Гарднер" Кларк Хэйден решает оказать финансовые консультации "Флоррик/Агос". Выясняется, что возвращённые сотрудникам Алисии компьютеры могут удалённо включать свои видеокамеры, благодаря чему бывший работодатель может отслеживать действия конкурентов. Уилл пытается удержать клиента от ухода к Флоррик, и в это время его фирму обвиняют в халатной работе адвоката, которым оказывается Алисия. Гарднер также защищает Джэффри Гранта, которого сначала остановили по надуманному обвинению в пьяном вождении, а теперь обвиняют в убийстве. |            |                                  |                   |                                  |                   |                     |
| 98 | 8          | «The Next Month»                 | Джош Чарльз       | Тед Хамфри                       | ноябрь 17, 2013   | 9.72                |
| "Локхарт/Гарднер" проводят ребрендинг и переименовываются в "ЛГ", планируя открыть отделение в Нью-Йорке, в это время "Флоррик/Агос" все-таки въезжают в офис. Натали Флоррес просит Алисию защитить нелегального мигранта из Мексики, которому угрожают депортацией при отказе свидетельствовать против главы наркокартеля. |            |                                  |                   |                                  |                   |                     |
| 99 | 9          | «Whack-a-Mole»                   | Кевин Хукс        | Нишель Трэмбл Спеллман           | ноябрь 24, 2013   | 9.70                |
| Алисия и Кэри защищают университетского преподавателя, которого пользователи социального новостного сайта (отсылка к Reddit) обвиняют в терроризме. "ЛГ" для расширения рыночной доли нанимает новых юристов, при этом Гарднер не учитывает настроения старых партнёров, попутно приняв в фирму нового партнёра Дэмиана Бойла. Последний в качестве мести выносит всю мебель из офиса "Флоррик/Агос". Решения Уилла дают Диане повод направить Калинду для слежки за новым юристом. |            |                                  |                   |                                  |                   |                     |
| 100 | 10         | «The Decision Tree»              | Розмари Родригес  | Роберт Кинг, Мишель Кинг         | декабрь 1, 2013   | 10.42               |
| Алисия перед окончательным уходом из "ЛГ" обнаруживает, что один из её эксцентричных и ныне покойных клиентов завещал ей миллион долларов. Его вдова нанимает фирму Уилла для оспаривания этого завещания. Илай пытается уговорить Питера не приходить на рождественскую вечеринку своей жены из-за присутствия на ней людей с подпорченной репутацией. |            |                                  |                   |                                  |                   |                     |
| 101 | 11         | «Goliath and David»              | Брук Кеннеди      | Люк Шелхаас                      | январь 5, 2014    | 9.24                |
| Алисия и Кэри представляют в суде интересы музыкальной группы, чью кавер-версию без их разрешения исполнили в телевизионном шоу (похожем на телесериал Хор), телеканал вызывается защищать Уилл Гарднер. Диана, обеспокоенная экспансионистской стратегией открыть отделения в Нью-Йорке и Лос-Анджелесе, пытается ввести мораторий на привлечение новых клиентов. Илай, поручив Калинде узнать истинного отца ребёнка Мэрилин, получает видео, свидетельствующее о возможных фальсификациях в ходе губернаторской кампании. |            |                                  |                   |                                  |                   |                     |
| 102 | 12         | «We, the Juries»                 | Пэрис Барклай     | Кит Айснер                       | январь 12, 2014   | 9.85                |
| Алисия, Кэри, Диана и Уилл вынуждены вместе работать над защитой пары, обвинённой в контрабанде наркотиков. По причине ухода первых двух из "ЛГ", судья делит дело между двумя группами присяжных, каждая из которых будет судить только одного из супругов. Тем временем Илай пытается замять возможный скандал с фальсификациями на выборах, и Мэрилин в ходе своего расследования выходит на Уилла, который отказывается разглашать адвокатскую тайну Питера. Калинда пытается восстановить отношения с Кэри, но он использует её, чтобы переманить клиента "ЛГ". |            |                                  |                   |                                  |                   |                     |
| 103 | 13         | «Parallel Construction, Bitches» | Мэтт Шекман       | Эрика Шелтон Кодиш               | март 9, 2014      | 8.94                |
| "Флоррик/Агос" и "ЛГ" представляют Лемонда Бишопа, арестованного в ходе расследования по борьбе с наркотиками. Обвинение оперирует данными, которые были только у фирмы Алисии, что даёт повод думать о прослушке их телефонов управлением по борьбе с наркотиками. Однако в реальности их прослушивает АНБ, делящееся информацией со своими коллегами из других ведомств. Тем временем расследование Мэрилин весьма неутешительно, а Отделение по обеспечению честности публичной власти минюста США начинает собственное исследование обвинений в адрес Питера, в ходе которого изучают видео и выходят на Алисию с Уиллом. |            |                                  |                   |                                  |                   |                     |
| 104 | 14         | «A Few Words»                    | Розмари Родригес  | Леонард Дик                      | март 16, 2014     | 8.43                |
| Алисия, Кэри и Кларк присутствуют на нью-йоркском конференции американской ассоциации юристов, на которой Флоррик должна сделать доклад. Также они хотят переманить к себе известного местного адвоката, которым интересуется и "ЛГ". Уилл, находясь под давлением Нельсона Дубека из Отделения по обеспечению честности публичной власти по поводу возможных фальсификаций, решает обратиться за помощью к Тассиони. |            |                                  |                   |                                  |                   |                     |
| 105 | 15         | «Dramatics, Your Honor»          | Брук Кеннеди      | Роберт Кинг, Мишель Кинг         | март 23, 2014     | 9.12                |
| Дубек предлагает Алисии дать добровольные показания, она соглашается при наличии Кэри в качестве своего адвоката. В ходе допроса чиновник сообщает о готовности Уилла свидетельствовать против Питера. В это время подзащитного Гарднера Джэффри Гранта избивают в карцере, и во время судебного процесса Уилл просит предоставит ему одиночную камеру, не зная о том, что Калинда смогла найти доказательства его невиновности. Во время разговора Уилла с судьёй и помощником прокурора, Джэффри выхватывает пистолет у охранника, в ходе перестрелки адвокат погибает. Зал суда окружён спецназом, и расстрелявший все патроны Грант сдаётся. Калинда в это время прибывает в суд, и узнав о произошедшем звонит Илаю Голду с просьбой соединить её с Алисией. |            |                                  |                   |                                  |                   |                     |
| 106 | 16         | «The Last Call»                  | Джим Маккей       | Роберт Кинг, Мишель Кинг         | март 30, 2014     | 10.96               |
| Узнав о смерти Уилла Алисия отдаляется от Питера, для которого эта смерть закрывает возможный скандал о фальсификациях. Она обнаруживает у себя в телефоне голосовое послание от Гарднера, оставленное им незадолго до гибели. Пытаясь узнать, что он хотел ей передать, Алисия обращается к бывшим рядом с Уиллом судье и помощнику прокурора Финну Полмару, но так и не находит ответа. Диана сообщает партнёрам о гибели Гарднера, и они пытаются сохранить за фирмой его клиентов. Калинда пытается разобраться, что-же побудило Гранта начать стрельбу. |            |                                  |                   |                                  |                   |                     |
| 107 | 17         | «A Material World»               | Гриффин Данн      | Крейг Терк                       | апрель 13, 2014   | 9.83                |
| После похорон Уилла Диана предлагает Алисии подумать над слиянием, эту информацию Дэмиен Бойл передаёт Дэвиду Ли, пытающемуся снять Диану с поста управляющего партнёра. Калинда продолжает расследование смерти Уилла. Алисия решает помочь Фину Полмару по делу Гарднера своими советами и разрывает отношения с Питером, обещая лишь формальные встречи. |            |                                  |                   |                                  |                   |                     |
| 108 | 18         | «All Tapped Out»                 | Феликс Алкала     | Джулия Вулф и Мэтью Монтойя      | апрель 20, 2014   | 9.15                |
| Объединение фирм Дианы и Алисии проваливается, и партнёры "ЛГ" решают объединиться с фирмой Луиса Каннинга в "Локхарт/Гарднер и Каннинг". Во "Флоррик и Агос" обращается подрядчик АНБ, взявший к себе домой флэшку с конфиденциальной информацией. В ходе дела адвокаты выясняют, что их прослушивает АНБ, и Флоррик обращается к мужу с просьбой о помощи. Алисия защищает Полмара в дисциплинарном суде против прокуратуры штата. |            |                                  |                   |                                  |                   |                     |
| 109 | 19         | «Tying the Knot»                 | Джош Чарльз       | Николь Трэмб Спелман             | апрель 27, 2014   | 9.33                |
| Алисия становится невольным свидетелем убийства, когда приезжает в дом Колина Суини во время его помолвки для подписания деловых документов. Арестовывают невесту Суини Ренату, которую представляет Диана из-за возможного конфликта интересов Флоррик. Чтобы избежать возможного уголовного преследования со стороны своего руководства, Полмар по совету Алисии выдвигает свою кандидатуру на должность прокурора штата. В сборе подписей ему помогает Элай Голд, а Питер решает поддержать его кандидатуру. |            |                                  |                   |                                  |                   |                     |
| 110 | 20         | «The Deep Web»                   | Брук Кеннеди      | Люк Шелаас и Эрика Шелтон Кодишь | май 4, 2014       | 8.98                |
| Во время рассмотрения своей кандидатуры в качестве присяжных Алисия знакомится с молодым человеком, приглашающим её вечером в ресторан. Диана защищает сына своего клиента, обвиняемого в пособничестве продаже наркотиков в интернете на анонимном рынке Silk Road, но итоги расследования Калинды заставляют её выйти из дела. Элай, обеспокоенный отсутствием у Финна предвыборной кампании, решает организовать ему интервью для местного телевидения. Диана узнаёт от Калинды, что Дэвид Ли и смертельно больной Луис Каннинг объединили усилия против нёе. |            |                                  |                   |                                  |                   |                     |
| 111 | 21         | «The One Percent»                | Розмари Родригес  | Тэд Хампфри                      | май 11, 2014      | 8.73                |
| Алисия и Кэри защищают миллиардера, который в ходе интервью своими комментариями срывает заключение мирового соглашения и ставит под угрозу слияние двух компаний. Финн Полмар в рамках кампании обвиняет своё руководство в желании свалить на него провалы в деле Джеффри Гранта. Прокурор штата Джеймс Кастро в ответ предоставляет Питеру Флоррику фотографию, на которой Полмар выходит из квартиры Алисии, и тем самым намекает на их возможные любовные отношения. Элай узнаёт об истинных отношениях четы Флоррик. Диана и Каннинг осознают, что у них возник конфликт интересов: Диана выступает с иском к фармакологической кампании, контракт с которой заключён у Луиса.                                                                              |            |                                  |                   |                                  |                   |                     |
| 112 | 22         | «A Weird Year»                   | Роберт Кинг       | Роберт Кинг и Мишель Кинг        | май 18, 2014      | 9.14                |
| Элай пытается уговорить Полмара отказаться от предвыборной гонки, ибо находит доказательства возможного подкупа Фином другого прокурора с целью спасти сестру из тюрьмы. После отказа Финна участвовать в выборах, Питер решает предложить Диане занять его место. После прямого эфира в онлайне, камера в конференц зале "Локхарт/Гарднер и Каннинг" остаётся включённой, благодаря чему можно подслушивать их переговоры. Луис Каннинг угрожает распустить фирму, если Диана не откажется от должности управляющего партнёра, и она решает присоединиться к "Флоррик/Агос". Элай в последний момент предлагает Алисии вступить в борьбу за пост прокурора штата.                                                                                                |            |                                  |                   |                                  |                   |                     |

### Сезон 6 (2014—2015)
| № общий | № в сезоне | Название                 | Режиссёр          | Автор сценария           | Дата премьеры     | Зрители в США (млн) |
| --- | ---------- | ------------------------ | ----------------- | ------------------------ | ----------------- | ------------------- |
| 113 | 1          | «The Line»               | Роберт Кинг       | Роберт Кинг, Мишель Кинг | сентябрь 21, 2014 | 11.06               |
| Кери арестован и подозревается в помощи по перевозке героина на $1,3 миллиона долларов. "Флоррик/Агос" начинают собирать деньги для залога, а Калинда в своём расследовании вынуждена обратиться к старому знакомому. Диана готова присоединиться к "Флоррик/Агос" при условии получения равного голоса наряду с Алисией и Кери. Дэвид Ли и Луис Каннинг чувствуют неладное, когда она объявляет о решении покинуть фирму. Несмотря на протесты Алисии, Элай в ходе изучения общественного мнения обнаруживает, что у неё неплохие шансы на победу, и обращается к Питеру за одобрением. |            |                          |                   |                          |                   |                     |
| 114 | 2          | «Trust Issues»           | Джим Маккей       | Тед Хамфри               | сентябрь 28, 2014 | 11.09               |
| Алисия берёт одно из дел Кери, касающееся жены главы Чам Хама Нила Гросса. Алисия должна найти новый источник залога для Кери, так как деньги Бишопа вызвали серьёзные вопросы у прокурора Финна Полмара. Калинда в ходе своего расследования находит запись, на которой Бишоп приказывает убить одного из свидетелей по делу Агуса, которого он посчитал тайным информатором правоохранительных органов. Диана, находясь на грани ухода из "Локхарт и Гарднер & Каннинг", пытается уговорить партнёра Дина уйти вместе с ней во "Флоррик/Агос". Илай, получив одобрение Питера кандидатуры Алисии на пост прокурора штата, снова пытается убедить его супругу участвовать в выборах.                                                                                       |            |                          |                   |                          |                   |                     |
| 115 | 3          | «Dear God»               | Брук Кеннеди      | Люк Шелхаас              | октябрь 5, 2014   | 10.83               |
| Прокуратура призывает отозвать залог из-за пропажи своего ключевого свидетеля, бывшего тайным осведомителем в банед Бишопа. Возможность Кери оставаться на свободе должен решить офицер досудебной службы. "Флорик/Агос" принимается за дело, где истец и ответчик решили уладить свой спор через "христианский арбитраж", выводы которого основываются только на Библии. Алисия всё ещё не хочет участвовать в выборах, однако случайная встреча с общественным активистом и журналистом Глорией Стейнем и скрытые угрозы от нынешнего прокурора Джеймса Кастро заставляют её пересмотреть собственное решение. |            |                          |                   |                          |                   |                     |
| 116 | 4          | «Oppo Research»          | Мэтт Шекман       | Роберт Кинг, Мишель Кинг | октябрь 12, 2014  | 10.39               |
| Илай встречается с Алисией для обсуждения "оппозиционного исследования", которые он провёл и организовал для того, чтобы познакомить её с новым менеджером её предвыборной кампании - Джонни Эльфманом. Тот советует её фирме отказаться от Лемонда Бишопа из-за его репутации. Калинда, в рамках поиска компромата на Алиссию, обнаруживает несколько компрометирующих вещей касательно членов её семьи. Илай выясняет, что Питер во время пребывания на посту окружного прокурора пеерспал с Калиндой. |            |                          |                   |                          |                   |                     |
| 117 | 5          | «Shiny Objects»          | Фред Туа          | Кит Эйснер               | октябрь 19, 2014  | 10.88               |
| Алисия снова сталкаивается в зале суда с Элсбет Тассиони, защищающей интересы корпорации, обвиняемой бывшим генеральным директором в увольнении на гендерной почве. В ходе судебного разбирательства все файлы на компьютерах "Флоррик/Агос" похищаются хакерами, требующими $50 000 для получения расшифровывающего ключа. После платежа ключ высылается на электронную почту Дианы в "ЛГ", и, находясь там, она узнаёт, что арендные документы этой фирмы заключены на её имя. Питер не желает присутствия на посвящённой выдвижению Алиссии пресс-конференции Финна Полмара, из-за чего между супругами возникает конфликт. |            |                          |                   |                          |                   |                     |
| 118 | 6          | «Old Spice»              | Джеймс Уитмор-мл. | Леонард Дик              | октябрь 26, 2014  | 10.21               |
| Менеджер предвыборной кампании Джонни уговаривает Алисию дать интервью пастору Иеремии, в котором она должна заявить что не является атеистом или находится "в поиске". Для помощи Алисия решает вопользоваться увлечённостью христианством своей дочери. Дочь Илая Мариса становится персональным ассистентом Алисии Флорик. Диана стремится выселить "Локхарт/Гарднер и Каннинг" из их офисов. Алисия и Элсбет объединяются в процессе, где обвинения представителя департамента юстиции Джош Перотти по ходу дела меняются с кражи интеллектуальной собственности на экономический шпионаж. Кери повторно арестовывают после случайного пересечения им границы штата Иллинойс, нарушившего условия временного освобождения под залог.                                    |            |                          |                   |                          |                   |                     |
| 119 | 7          | «Message Discipline»     | Мэтт Шекман       | Крэйг Терк               | ноябрь 2, 2014    | 10.45               |
| Готовясь к процессу против Агоса Финн Полмар активно изучает период работы последнего в прокуратуре при Питере Флорике. Обнаруживается инцидент, когда после личной проверки Кэри исчезает улика - два килограмма кокаина. Калинда призывает Кэри судиться с Питером, так как в то время он действовал только по указанию прокурора. В рамках расследования она обнаруживает исчезнувшего свидетеля Трея Вагнера, первоначально свидетельствовавшего против Кэри. Финн обвиняет Кастро в желании дискредитировать Алисию, после чего подаёт в отставку. Питер просит Илая найти ему личного адвоката, которым оказывается друг семьи Флоррик. Алисия даёт интервью политическому комментатору Фрэнку Прэди, также планирующему баллотироваться на пост окружного прокурора. |            |                          |                   |                          |                   |                     |
| 120 | 8          | «Red Zone»               | Феликс Алькала    | Нишелль Трембл Спеллман  | ноябрь 9, 2014    | 10.72               |
| После выдвижения Прэди работа предвыборного штаба Алисии начинает ускоряться. Илай и Дэнни собирают политические фокус-группы для изучения уровня её привлекательности для избирателя. Она берётся за дело об изнасиловании одной из студенток, перешедшее из университетских слушаний в гражданский суд, где сталкивается с Луисом Каннингом. Кэри и Диана получают доступ к аудиозаписи, являющейся главной уликой по делу Агоса о торговле наркотиками. Действующий прокурор штата Джеймс Кастро снимает свою кандидатуру с выборов, а Финн начинает собственную частную практику, взяв в лизинг часть офисных помещений "Флоррик/Агос и Локхарт". |            |                          |                   |                          |                   |                     |
| 121 | 9          | «Sticky Content»         | Майкл Цинберг     | Роберт Кинг, Мишель Кинг | ноябрь 16, 2014   | 10.55               |
| Борьба за пост прокурора штата накаляется после того, как предвыборные штабы двух главных кандидатов начинают публиковать компромат на своих противников. ФБР выходит на Кери с преложением сотрудничать в их отдельном расследовании по Лемонду Бишопу. Агент Делэйни даёт адвокату прослушку, на которой преступный авторитет обсуждает убийство Агоса. Диана просит Калинду узнать подлинность этой записи, и параллельно нанимает охранника для Кери. Алиссия устраивает скандал Питеру из-за его романа с личным адвокатом Рамоной. |            |                          |                   |                          |                   |                     |
| 122 | 10         | «The Trial»              | Фред Туа          | Роберт Кинг, Мишель Кинг | ноябрь 23, 2014   | 10.26               |
| Наступает черед судебного процесса над Кери. Обвинение предлагает ему признать свою вину в обмен на снижение тюремного срока. Предвыбораня кампания Алиссы находится под угрозой из-за её невинной шутки. Заручившись помощью Финна, Калинда пытается помочь Кери, но всё заканчивается неприятными последствиями. |            |                          |                   |                          |                   |                     |
| 123 | 11         | «Hail Mary»              | Розмари Родригес  | Эрика Шелтон Кодиш       | январь 4, 2015    | 10.36               |
| Приготовившись к тюрьме после решения признать свою вину для снижения срока, Кери решает воспользоваться услугами тюремного консультанта, чтобы продержаться первые несколько недель своего заключения. Пытаясь помочь ему, Калинда внезапно находит возможную зацепку, позволяющую обвинить прокуратуру штата в утаивании доказательств невиновности Агоса. Алиссия готовится к своим первым политическим дебатам, в чём ей помогают Финн Поллмар и Питер Флоррик. |            |                          |                   |                          |                   |                     |
| 124 | 12         | «The Debate»             | Брук Кеннеди      | Роберт Кинг, Мишель Кинг | январь 11, 2015   | 9.58                |
| На телевизионных дебатах Алисия встречается с Френком Прэйди, но мероприятие прерывается из-за вынесения жюри присяжных приговора двум полицейским, обвинённых в убийстве афроамериканца (серия была снята до событий в городе Фергусон). Во время перерыва оба кандидата на пост прокурора принимают участие в импровизированных дебатах. Губернатор Флоррик вместе с пастором Исаафом пытаются избежать насилия на акциях протеста по грядущему приговору. Илай прикладывает все усилия, чтобы пресса не узнала о развивающемся скандале, затрагивающем Рамону и Питера. Диана и Кери занимаются бракоразводным процессом Нила Гросса, но в итоге проигрывают. Оба партнёра принимают важное назначение, без консультации Алисы.                                          |            |                          |                   |                          |                   |                     |
| 125 | 13         | «Dark Money»             | Джим Маккей       | Кит Айснер               | март 1, 2015      | 9.09                |
| Фирма Алисии обращается в суд от имени Колина Суини, обвиняющего телеканал в клевете через трансляцию сериала, в котором очень похожий на него персонаж совершает убийство аналогично его уголовному делу. Защита утверждает, что всё снятое является правдой, ибо консультантом был занимавшийся делом Суини полицейский. Лемонд Бишоп просит Калинду в течение двух недель забирать его сына из школы, а также докладывать ему обо всём случившемся. Алисии удаётся получить пожертвования на свою кампании от богатого и грубого бизнесмена, чем вызывает раздражение Прэди и собственное сожаление. |            |                          |                   |                          |                   |                     |
| 126 | 14         | «Mind's Eye»             | Роберт Кинг       | Роберт Кинг, Мишель Кинг | март 8, 2015      | 9.09                |
| Оправившись от ларингита, Алисия пытается морально подготовиться к интервью с редакцией консервативной демократической газеты, чьё одобрение её кандидатуры может существенно повлиять на ход выборов. В рамках этого она осознаёт, что Лемонд Бишоп способствовал формированию её комитета политических действий, что может сильно навредить предвыборной кампании. Луис Кэннинг информирует Алисию о планах подать иск против "Флорик/Агос" за незаконное выселение "ЛГ", однако перед подачей иска его госпитализируют. |            |                          |                   |                          |                   |                     |
| 127 | 15         | «Open Source»            | Розмари Родригес  | Крейг Терк               | март 15, 2015     | 8.85                |
| Предвыборный штаб советует Алисии вслед за Прейди начать критиковать генеральную прокуратуру, когда ей руководил её муж. Финн вместе с Дианой защищает интересы клиента, пострадавшего при стрельбе из пластикового пистолета, созданного с помощью 3D-принтера. Госпитализированный Луис Кэннинг просит Алисию оказать ему услугу - пожертвовать деньги семье девочки, ставшей для него донором. |            |                          |                   |                          |                   |                     |
| 128 | 16         | «Red Meat»               | Майкл Цинберг     | Нишель Трэмбл Спеллман   | март 22, 2015     | 8.43                |
| Диана отправляется вместе с мужем на охоту, где ей представляется возможность переманить в свою фирму богатого клиента. В день выборов Питер произносит речь, негативно влияющую на предвыборные кампанию его супруги. Калинда, продолжая работать водителем для сына Лемонда Бишопа, обнаруживает за собой слежку со стороны генеральной прокуратуры. |            |                          |                   |                          |                   |                     |
| 129 | 17         | «Undisclosed Recipients» | Джеймс Уитмор-мл. | Леонард Дик              | март 29, 2015     | 8.88                |
| Став генеральным прокурором, Алисия по закону должна покинуть адвокатскую сферу. Параллельно люди, вложившие в поддержку её кандидатуры крупные средства, рассчитывают от неё на ответные шаги. Диана и Кэри ведут дело против основателя сайта, через который проходила пиратская раздача кинофильма, но в ходе досудебных прений хакеры вскрывают электронную почту Флорик/Агос и ЛГ за несколько лет. |            |                          |                   |                          |                   |                     |
| 130 | 18         | «Loser Edit»             | Брук Кеннеди      | Люк Шелхаас              | апрель 5, 2015    | 7.83                |
| Алисия соглашается на телевизионное интервью, но слитая хакерами переписка раскрывает любовную интригу между ней и Уиллом. Илай пытается противодействовать грядущему сканадалу, представив отношения двух адвокатов как банальный флирт, в поддержку супруги выступает и Питер. В рамках внутреннего расследования выявляется, что Калинда подделала метаданные, благодаря чему Кери смог избежать тюрьмы. Диана участвует в инсценированном миллиардером Ризом Дипплом судебном процессе, в котором свадебного кондитера обвиняют в дискриминации гей пары. |            |                          |                   |                          |                   |                     |
| 131 | 19         | «Winning Ugly»           | Розмари Родригес  | Эрика Шелтон Кодиш       | апрель 12, 2015   | 8.75                |
| Диана и Калинда признают свою вину в использовании недостоверной улики перед Комитетом по надзору за полицией. Прокуратура угрожает Локхарт отзывом адвокатской лицензии, если она не согласится дать свидетельские показания против Лаймонда Бишопа. После выборов обнаруживаются несколько десятков машин для голосования, исправлявших в пользу Алисии голоса, отданные за Фрэнка Прейди. Избирком штата начинает слушания о возможном пересчёте голосов, интересы Флорик представляет известный адвокат, нанятый демократической партией. В ходе процесса Алисия понимает, что её победа не выгодна никому. |            |                          |                   |                          |                   |                     |
| 132 | 20         | «The Deconstruction»     | Тед Хамфри        | Тед Хамфри               | апрель 26, 2015   | 8.74f               |
| Отказавшись от участия в борьбе за пост прокурора, Алисия возвращается в свою фирму, переименованную в Локхарт, Агос и Ли. Из-за возникшего недопонимания Алисия и её партнёры решают в дальнейшем идти отдельными путями, и она задумывается о варианте основать свою фирму. Калинда решает передать информацию о незаконном бизнесе Бишопа генпрокуратуре в обмен на то, чтобы ведомство отстало от Кэри и Дианы. По просьбе миллиардера Риза Диппла, Диана берётся за пробное дело по принудительному минимальному приговору. |            |                          |                   |                          |                   |                     |
| 133 | 21         | «Don't Fail»             | Нельсон МакКормик | Роберт Кинг, Мишель Кинг | май 3, 2015       | 8.35                |
| Бывшему клиенту Алисии, которого она защитила от обвинения в покушении на убийству шесть лет назад, снова предъявили обвинение по этому делу, и она решает снова защитить его. Теперь прокуратура обвиняет его в убийстве, а её представитель намекает, что в тогдашней линии защиты адвокатов "Стерн, Локхарт и Гарднер" была существенная брешь. |            |                          |                   |                          |                   |                     |
| 134 | 22         | «Wanna Partner?»         | Роберт Кинг       | Роберт Кинг, Мишель Кинг | май 10, 2015      | 9.35                |
| Питер сообщает семье о своём возможном участии в выборах президента США с целью получить пост вице-президента, но он готов отказаться при решении родных. Алисия получает от своего клиента звуковое сообщение, согласно которому его арестовали, при этом никаких официальных рапортов в полиции нет. Адвокат Лемонда Бишопа Чарльз Лестер пытается выйти на след Калинды. Финн отказывается от возможного партнёрства в фирме Алисии по личным причинам. Дэвид Ли обнаруживает, что в фирме работает жена Луиса Кэннинга, которую партнёры увольняют из-за опасений в шпионаже в пользу мужа. Это приводит в ярость супруга, который обращается к Флорик с предложением стать её новым партнёром.                                                                         |            |                          |                   |                          |                   |                     |

### Сезон 7 (2015—2016)
| № общий | № в сезоне | Название    | Режиссёр           | Автор сценария              | Дата премьеры    | Зрители в США (млн) |
| --- | ---------- | ----------- | ------------------ | --------------------------- | ---------------- | ------------------- |
| 135 | 1          | «Bond»      | Брук Кеннеди       | Роберт Кинг, Мишель Кинг    | октябрь 4, 2015  | 9.25                |
| Алисия решает начать свою карьеру заново, начав защищать интересы задержанных в залоговом суде. С тамошним адвокатом Луккой Квин. у неё завязываются партнёрские отношения. Луис Каннинг пытается привлечь Флоррик в свою фирму, но после её отказа тайно подкидывает ей судебное дело, где ей противостоят Диана и Дэвид. Питер после поддержки родных начинают свою предвыборную кампанию, в ходе которой вместо Голда нанимает Рут Истман. Илай решает отомстить своему бывшему начальнику,продолжив работу в штабе как менеджер его супруги. Кэри решает изменить корпоративную культуру, дав больше возможностей молодым ассистентам. |            |             |                    |                             |                  |                     |
| 136 | 2          | «Innocents» | Джим Маккей        | Крейг Терк                  | октябрь 11, 2015 | 8.82                |
| Алисия берётся за дело об уничтожении выставленной в музее фотографии, вылившееся в гражданский иск между матерью и сыном противостояние. Попутно она пытается найти нового дознавателя, который нужен и в "Локхарт, Агос и Ли". Кэри пытается отправить Говарда Лаймона в почётную отставку из-за его безделья. Выбор Флоррик падает на дознавателя Джэйсона Кроуса, также она пытается отомстить парторганизатору Фрэнку Ландау за его предательство. |            |             |                    |                             |                  |                     |
| 137 | 3          | «Cooked»    | Майкл Цинберг      | Люк Шелхаас                 | октябрь 18, 2015 | 8.09                |
| Алисия защищает человека, создавшего улучшенную версию наркотика. Само дело оказывается гораздо более сложным, чем кажется на первый взгляд. Говард Лайман, боящийся своего увольнения, просит у Флоррик юридического совета, у неё дома он знакомится с Джеки. Диана совместно с партнёрами решает помочь Алисии с новыми делами, дабы её не переманил Каннинг. |            |             |                    |                             |                  |                     |
| 138 | 4          | «Taxed»     | Джим Маккей        | Леонард Дик                 | октябрь 25, 2015 | 8.82                |
| Риз Диппл предлагает своему генеральному советнику вместе с Дианой выступить на судебном процессе эвтаназии. Алисия защищает интерес женщину, которую обвинили в краже, основываясь на её расовой принадлежности. |            |             |                    |                             |                  |                     |
| 139 | 5          | «Payback»   | Крэйг Зиск         | Стефани Сенгупта            | ноябрь 1, 2015   | 7.55                |
| Илай считает, что без него предвыборная кампания Питера идёт гораздо хуже, чем могла бы. Алисия и Лукка, ставшие юридическими партнёрами, берутся за дело молодой девушки, получающей угрозы от коллекторов за уже выплаченный долг. |            |             |                    |                             |                  |                     |
| 140 | 6          | «Lies»      | Джеймс Уитмор      | Эрика Шелтон Кодиш          | ноябрь 8, 2015   | 8.27                |
| Алисия и Лукка защищают вице-президента компании, уволенного из-за отрицательного прохождения теста на полиграфе. Учитывая свой профессиональный опыт, Флоррик решает изучить биографию Джэйсона. Рут считает, что Питер имеет серьёзные шансы на победу в президентской гонке. Диана, Кэри и Ли встают перед наймом новых сотрудников, выбор между которыми зависит не от профессиональных качеств. Илай, не обременённый в предвыборном штабе работой, узнаёт о роли Питера в деле о неисправных машинах по подсчёту голосов, стоивших Алиси карьеры прокурора. |            |             |                    |                             |                  |                     |
| 141 | 7          | «Driven»    | Дэвид Дворецки     | Тайлер Бенсингер            | ноябрь 15, 2015  | 8.52                |
| Луис Каннинг даёт Алисии дело испытателя нового самоуправляющегося автомобиля, ставшего участником аварии. Илай, недовольный отображением брака Флорриков в медиа, предлагает супругам начать жить вместе. Джеки начинает встречаться с Говардом, к большому разочарованию её сына. |            |             |                    |                             |                  |                     |
| 142 | 8          | «Restraint» | Мэтт Шекман        | Адам Р. Перлман             | ноябрь 22, 2015  | 7.81                |
| Итан Карвер просит Диану помочь в деле, прямо противоположном её политическим взглядам. Судебный процесс, связанный с вопросом Пролайф, приводит к исходу из её фирмы нескольких клиентов. Алисия и Лукка обсуждают пути улучшения финансового положения их фирмы за счёт юридических клиентов. Илай предлагает Алисии проконсультировать миллиардера Кортни Пэйдж, решившей установить своим сотрудникам ежегодную минимальную заработную плату в размере $ 70 000. Джэйсон, сотрудничая с Флоррик и Квин, решает также начать работать на Локхарт, Агос и Ли. |            |             |                    |                             |                  |                     |
| 143 | 9          | «Discovery» | Розмари Родригес   | Джои Скавуццо, Аарон Славик | ноябрь 29, 2015  | 7.94                |
| Алисия и Лукка вместе с Каннингом решают защитить интересы Чам Хам, обвиняемого в расистском характере картографических приложений. Рут начинает интересоваться характером отношений Алисии и её дознавателя, к неудовольствию Илая. Голд организовывает фокус-группы для изучения реабилитации Алисии и её возможности баллотироваться в Сенат. |            |             |                    |                             |                  |                     |
| 144 | 10         | «KSR»       | Джим Маккей        | Крейг Терк                  | декабрь 13, 2015 | 8.49                |
| Локхарт, Агос и Ли покидают сразу несколько молодых стажёров, работавших над крайне важным технологическим делом для Итана Карвера незадолго до крайнего срока. Алисия и Лукка защищают интересы хирурга, обвиняемого в планировании похищения и изнасилования матери своей пациентки. Рут просит знакомую Илая Карен Пейдж дать дознавателю Флоррик дело, чтобы он был вне города пару месяцев, что влияет на судебный процесс. Жюри присяжных признаёт клиента Флоррик виновным, но судья позволяет избежать наказания, причиной чему Алисия считатет предупреждение со стороны Илая о начале разработки полицией процесса против судей-коррупционеров. Прекратив отношения с Кортни Пейдж, Илай признаётся Алисии в том, что шесть лет назад удалил с её телефона очень личное голосовое сообщение Уилла Гарднера. |            |             |                    |                             |                  |                     |
| 145 | 11         | «Iowa»      | Мэтт Шекман        | Эрика Шелтон Кодиш          | январь 10, 2016  | 7.65                |
| Семья ФЛориков отправляется на праймериз в штат Юта, от которых зависит дальнейшая предвыборная кампания. Лукка защищает интересы Джеки в добрачных имущественных переговорах с Говардом Лайманом, которые открывают свет на финансовую систему адвокатской фирма. |            |             |                    |                             |                  |                     |
| 146 | 12         | «Tracks»    | Феликс Алькала     | Стефани Сенгупта            | январь 17, 2016  | 8.96                |
| Соседи Флорриков недовольны тем, что в их квартире фактически работает юридическая фирма, и пытаются выселить их. После прекращения предвыборной кампании, Илай возвращается в администрацию Питера, получив предупреждение от Рут о возможном интересе спецслужб к Питеру. Алисия и Кэри защищают знакомого музыканта в борьбе с его бывшим рекорд-лейблом. Кэрри предлагает Флоррик и Квин вернуться в Локхарт, Агос и Ли. |            |             |                    |                             |                  |                     |
| 147 | 13         | «Judged»    | Розмари Родригес   | Тайлер Бенсингер            | январь 31, 2016  | 8.03                |
| Алисия решает подать иск против знакомого ей судьи залогового суда, продержавшего в тюрьме человека восемь месяцев по неопасному проступку. При этом она всё ещё не может прийти в себя из-за голосового сообщения Уилла и пытается узнать об этом больше у Илая, которого так и не простила. Джэйсон Кросу возвращается из Калифорнии и продолжает фрилансить на Диану и Алисию. Дознаватель Джейсон Краус возвращается из калифорнии и помогает Алисии и Диане в деле об урезании бюджета школьной газете. Кэри предлагает Флоррик войти в "Локзарт, Агос и Ли" на правах младшего партнёра. |            |             |                    |                             |                  |                     |
| 148 | 14         | «Monday»    | Нельсон Маккормик  | Леонард Дик                 | февраль 14, 2016 | 7.96                |
| Алисия вместе с Луккой возвращается в "Локхарт, Агос и Ли". Им поручают защитить IT директора их новой фирмы, который случайно смог ознакомиться с ещё не выпущенным прототипом девайса, и которого теперь могут привлечь к суду за публикацию информации об этом. Агент ФБР пытается узнать о дочери Илая Мариссы о ближнем круге Алисии Флоррик, что заставляет самого Голда заволноваться о судьбе Питера. |            |             |                    |                             |                  |                     |
| 149 | 15         | «Targets»   | Дэвид Дворецки     | Люк Шелхаас                 | февраль 21, 2016 | 7.91                |
| Алисия присоединяется к команде юристов и госслужащих для помощи Пентагону. Требуется найти юридическое обоснование для уничтожения гражданина США, занимающегося рекрутингом для ИГИЛ. Илай пытается нанять для Питера адвоката Элсбет Тассиони, но она отказывается из-за конфликта интересов, после чего он выбирает её бывшего мужа Майка. Дэвид и Кэри нанимают Джэйсона чтобы узнать, не планирует ли Диана заменить прежнее руководством на женщин. Алисия и её дознаватель становятся любовниками. |            |             |                    |                             |                  |                     |
| 150 | 16         | «Hearing»   | Феликс Алькала     | Адам Р. Перлман             | март 6, 2016     | 7.27                |
| Алисия и Джэйсон проводят время вместе. Вероника хочет с помощью дочери вернуть деньги, которые пропали из-за неудачной инвестиции. Большое жюри присяжных негативно настроено к Питеру, обвинение представляет помощник прокурора Коннор Фокс. Илаю удаётся узнать, что дело основано на прокурорских материалах 2012 года, над которыми работал Кэри. Диана предлагает Алисии заменить Кэри на посту старшего партнёра. |            |             |                    |                             |                  |                     |
| 151 | 17         | «Shoot»     | Фред Туа           | Стефани Сенгупта            | март 20, 2016    | 8.08                |
| Диана и Кэри представляют интересы клиента, оплатившего рекламное объявление с обвинением в адрес оружейного магазина, из чьего проданного оружия была убита его дочь. Готовясь к выступлению перед жюри, Алисия решает с помощью Илая посеять сомнения среди присяжных в обвинениях в адрес Питера. Во вступительном эссе Грейс найден плагиат. В баре Алисия видит Джэйсона с другой женщиной. |            |             |                    |                             |                  |                     |
| 152 | 18         | «Unmanned»  | Джеймс Уитмор      | Тайлер Бенсингер            | март 27, 2016    | 7.51                |
| Алисия и Диана по просьбе Риза Диппла защищают человека, неоднократно сбивавшего дроны охранной компании над своим участком. Коннор Фокс решает через Мариссу заставить Илая дать показания против Питера. На квартире у Алисии Питер встречает Джэйсона. На её просьбы дать развод Флоррик просит потерпеть до окончания суда. Диана и Дэвид продавливают избрание Алисии партнёром, несогласный с этим Кэри уходит из фирмы и предлагает Флоррик выкупить свою долю. Кэри Агоса вызывают в суд по делу Питера. |            |             |                    |                             |                  |                     |
| 153 | 19         | «Landing»   | Фил Олден Робинсон | Люк Шелхаас                 | апрель 17, 2016  | 8.55                |
| Бывший сотрудник АНБ Джефф Деллинжер в аэропорту Торонто в зоне предварительного просмотра решает не возвращаться на родину, из-за чего начинается тяжба Канады и США по поводу юрисдикции. Алисия и Лукка решают защитить его интересы. Коннор Фокс арестовывает Питера Флоррика на квартире Алисии, от сделки с признанием вины тот отказывается. Желая быть ближе с Дианой, Курт решает продать свой бизнес бывшей ученице Холли Вестфолл, прося свою женщину проверить контракт. Локхарт обнаруживает, что фирма Курта недооценена, и решает защитить его интересы. |            |             |                    |                             |                  |                     |
| 154 | 20         | «Party»     | Розмари Родригес   | Леонард Дик                 | апрель 24, 2016  | 8.49                |
| Алисия становится ведущей на церемонии подписания кетбы между Говардом и Джеки в кругу семьи. Приехавший из университета со своей подругой Зак сообщает о намерении уехать с ней во Францию. Майк Тассиони не может защищать интересы Питера из-за болезни собаки. Илай поручает Джэйсону найти улики против Питера. Диана предлагает Алисии стать вторым именным партнёром в "Локхарт, Флоррик и партнёры". Кэри нанимает Луиса Каннинга для защиты себя в судебном процессе над Флорриком. Джэки узнаёт о планах Алисии развестись. |            |             |                    |                             |                  |                     |
| 155 | 21         | «Verdict»   | Майкл Цинберг      | Крейг Терк                  | май 1, 2016      | 9.19                |
| Начинается суд над Питером, которого защищает Диана. Дэвид Ли выступает против планов Локхарт увеличить в фирме долю женщин-юристов, угрожая подать иск о сексуальной дискриминации. Джэйсон, которого Алисия нанимает для работы в деле Питера, опасается, что при посадке мужа она с ним уже не разведётся. Диана просит Курта выступить экспертом на этом судебном процессе, из-за этого Вестфолл обвиняет своего наставника в подгонке результатов своих экспертиз в пользу заказчиков. Через Луиса Каннинга Алисия пытается сохранить Кэри на стороне защиты. Неожиданным свидетелем обвинения становится Женева Пайн, Питер отказывается от публикации доказательств недостоверности её показаний, данных в желании отомстить бывшему возлюбленному. Фокс предлагает заключить сделку со следствием. по которой Флоррика ждут два года тюрьмы. Склонявшийся к принятию Питер не успевает её заключить, так как присяжные уже возвращаются из совещательной комнаты. |            |             |                    |                             |                  |                     |
| 156 | 22         | «End»       | Роберт Кинг        | Роберт Кинг и Мишель Кинг   | май 8, 2016      | 10.62               |
| Для вынесения окончательного приговора присяжные хотят услышать настоящую аудиозапись переговоров, представленных в этом процессе. Защита решает использовать это для предоставления показаний. связанных с записью. Алисия и Диана готовы с помощью Кэри найти исчезнувшие улики (пули) из дела, над которым Питер работал в генпрокуратуре. Однако это план имеет обратную сторону: баллистическая экспертиза указывает на стрельбу из пистолета подозреваемого, что подтвердит его вину и недоработки Питера. Пока защита пытается не допустить присяжных к результатам экспертизы, Курт неожиданно решает дать показания. Алисия решает дискредитировать его показания, Диана выступает против этой стратегической ошибки, в то время как Лукка находит доказательств его интрижки с Холли. Предвидевший скорый конец Питера Флоррика как политика Илай решает перенаправить его политических покровителей на Алисию. Питер соглашается на предложенный Фоксом один год условно, опасаясь обвинительного вердикта присяжных и понимая невозможность дальнейшей работы губернатором. Лукка звонит Алисии и просит её поговорить с Джэйсоном, но она не может найти и дозвониться до него. Выступив вместе с Питером на его пресс-конференции, она видит Джэйсона и идёт за ним, но это оказывается другой человек. Диана подходит к Алисии, даёт ей пощёчину и уходит. |            |             |                    |                             |                  |                     |